# 粗毛蝠屬
粗毛蝠屬（粗毛蝠），哺乳綱、翼手目、鞘尾蝠科的一屬，而與粗毛蝠屬（粗毛蝠）同科的動物尚有東非鞘尾蝠屬（南鞘尾蝠）、袋翼蝠屬（袋翼蝠）、小兜翼蝠屬（小兜翼蝠）等之數種哺乳動物。

## 下属物种
本属包括以下物种：
- Centronycteris centralis Thomas, 1912
- Centronycteris maximiliani (J.Fischer, 1829)